# Croix du cimetière de Treffrin
La croix de cimetière à Treffrin, une commune du département dans les Côtes-d'Armor dans la région Bretagne en France, est une croix de cimetière datant du XVIIIe siècle. Elle a été inscrite monument historique le 22 février 1926.
Cette croix, située dans l'ancien enclos paroissal avec son cimetière, comporte sur la face ouest un Christ en croix accompagné à ses pieds, de la Vierge et saint Jean. Sur la face est se trouve une Vierge en pitié, un ange soutenant la tête du Christ, et un autre les pieds.  

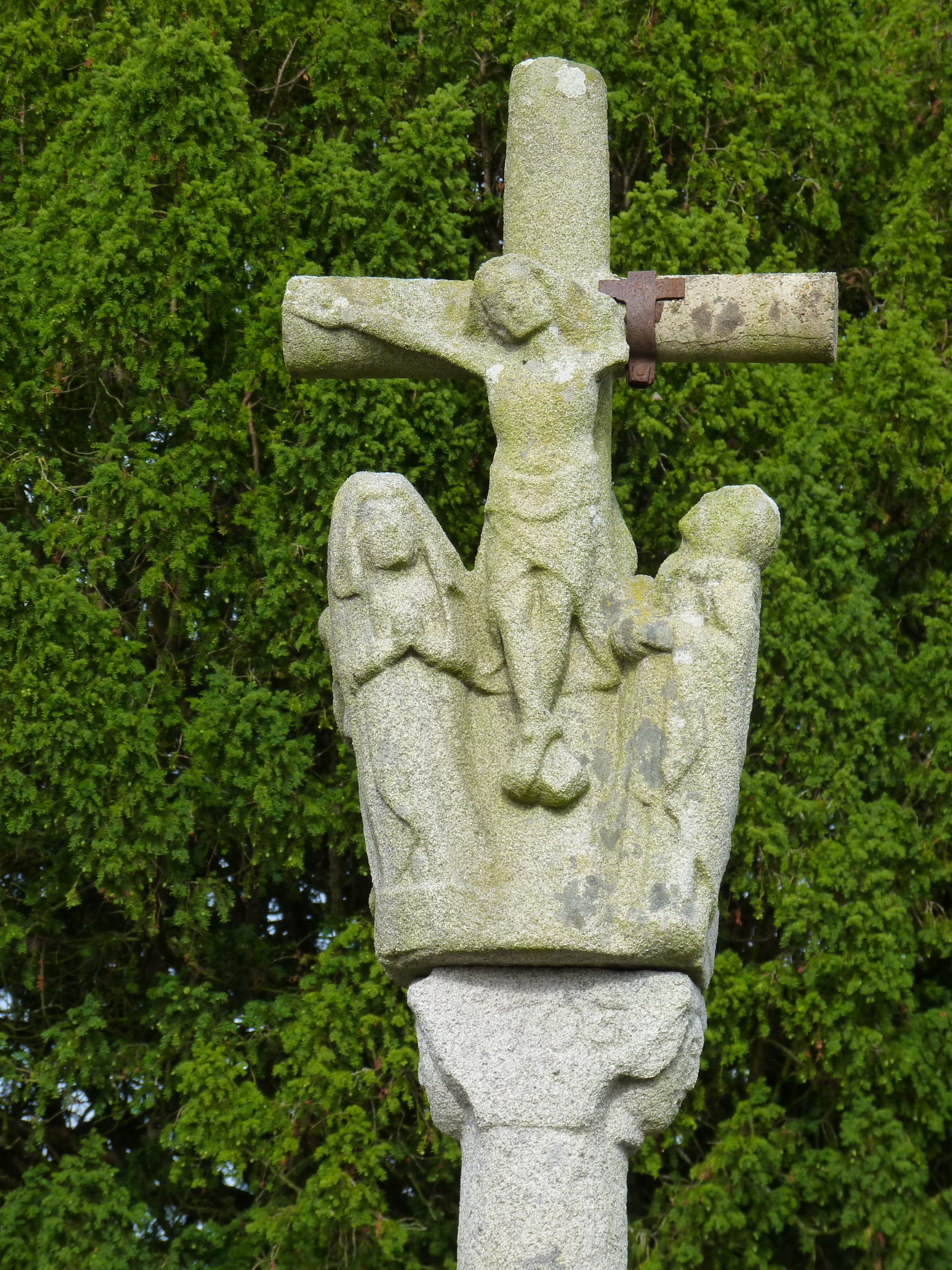
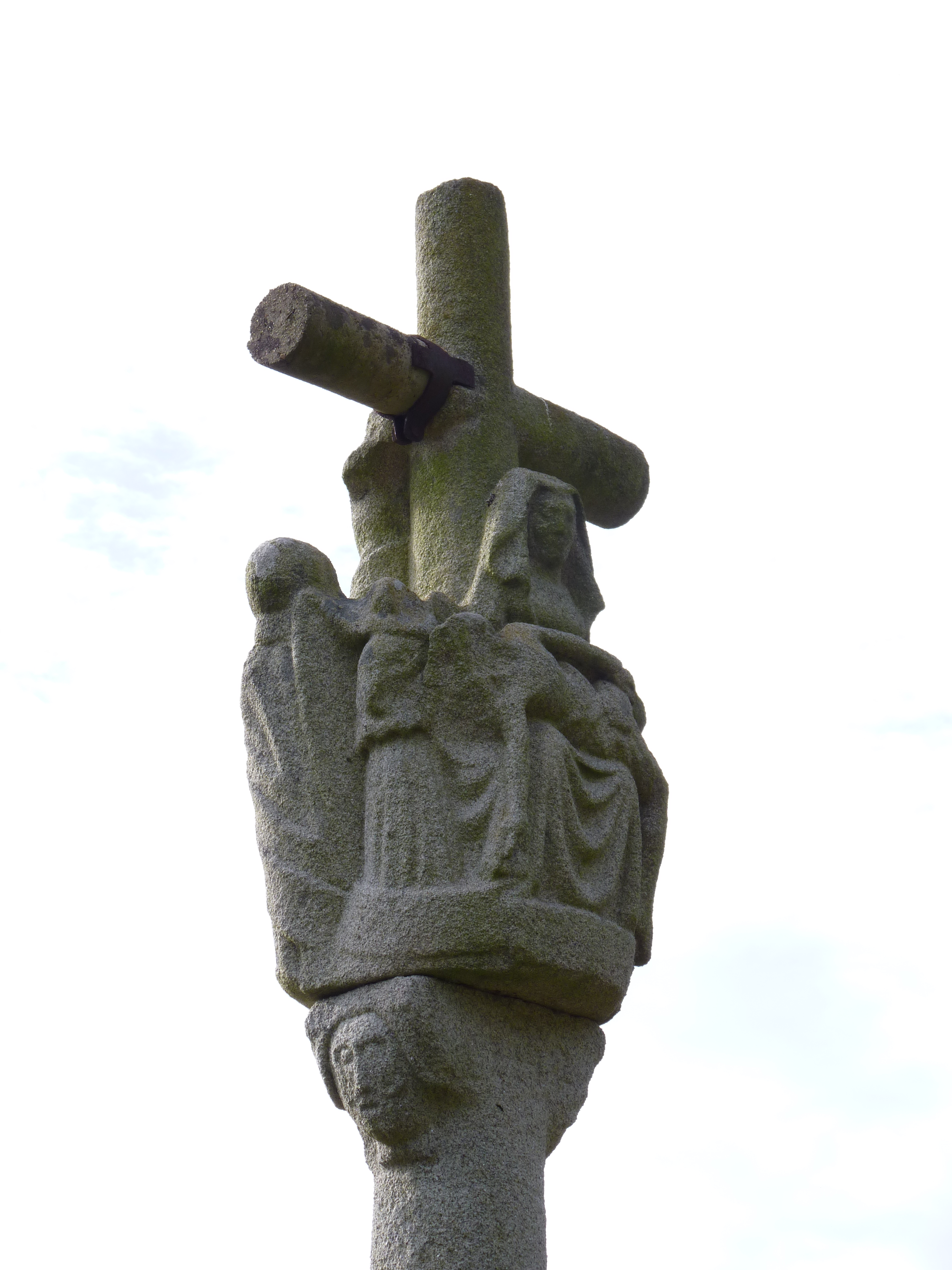